# Curt Smith
Curt Smith, (Bath, Anglaterra, 1961) és un músic anglès. Quan tenia 13 anys va conèixer Roland Orzabal amb qui temps després va formar el grup Tears for Fears, una banda de la música new wave molt important durant la dècada de 1980. Curt era el vocalista (amb Orzabal) i baixista del grup. La cançó Shout fou la peça que els va catapultar a la fama, juntament amb el seu segon àlbum Songs from de big chair, aparegut el 1985. El 1991 va deixar el grup i va començar una carrera en solitari però sense massa repercussió. El 2005 va retornar a Tears for Fears i van enregistrar el disc Everybody loves a happy ending.